# Rainer Kunz
Rainer Kunz (27 de junio de 1960) es un expiloto de motociclismo alemán que compitió en el Campeonato Mundial de Motociclismo desde 1981 hasta 1989.
Hijo del también piloto Rudolf Kunz, Reiner se especializó en las categorías pequeñas durante toda su carrera. Entre 1979 y 1983 consiguió cuatro podios y su mejor clasificación en la general fue una octava posición en el Mundial de 50 cc de 1983.

## Resultados en el Campeonato del Mundo
Sistema de puntuación desde 1969 hasta 1987:
| Posición | 1.º | 2.º | 3.º | 4.º | 5.º | 6.º | 7.º | 8.º | 9.º | 10.º |
| Puntos   | 15  | 12  | 10  | 8   | 6   | 5   | 4   | 3   | 2   | 1    |

Sistema de puntuación desde 1988 hasta 1991:
| Posición | 1.º | 2.º | 3.º | 4.º | 5.º | 6.º | 7.º | 8.º | 9.º | 10.º | 11.º | 12.º | 13.º | 14.º | 15.º |
| Puntos   | 20  | 17  | 15  | 13  | 11  | 10  | 9   | 8   | 7   | 6    | 5    | 4    | 3    | 2    | 1    |

### Carreras por año
(Carreras en negrita indica pole position; Carreras en cursiva indica vuelta rápida)
| Año  | Clase | Equipo       | 1       | 2       | 3       | 4       | 5       | 6       | 7       | 8       | 9       | 10    | 11      | 12      | 13    | 14    | Pts. | Pos. |
| ---- | ----- | ------------ | ------- | ------- | ------- | ------- | ------- | ------- | ------- | ------- | ------- | ----- | ------- | ------- | ----- | ----- | ---- | ---- |
| 1979 | 50cc  | Kreidler     |         |         | GER 8   | NAT -   | ESP -   | YUG -   | NED -   | BEL 3   |         |       |         | FRA -   |       |       | 13   | 14.º |
| 1981 | 50cc  | Kreidler     |         | GER 3   | NAT -   |         | ESP -   | YUG -   | NED Ret | BEL Ret | RSM -   |       |         |         | CZE 3 |       | 20   | 11.º |
| 1982 | 50cc  | FKN          |         |         |         | ESP Ret | NAT Ret | NED Ret |         | YUG 17  |         |       | RSM Ret | GER Ret |       |       | 0    | -    |
| 1983 | 50cc  | Kreidler FNK |         | FRA -   | NAT -   | GER 5   | ESP 10  |         | YUG 3   | NED 7   |         |       |         | RSM -   |       |       | 21   | 8.º  |
| 1985 | 80cc  | Hummel       |         | ESP -   | GER Ret | NAT -   |         | YUG 6   | NED 11  |         | FRA Ret |       |         | RSM Ret |       |       | 5    | 17.º |
| 1986 | 80cc  | Ziegler      | ESP Ret | NAT 9   | GER Ret | AUT Ret | YUG 7   | NED 18  |         |         | GBR -   |       | RSM Ret | BDW Ret |       |       | 6    | 15.º |
| 1987 | 80cc  | Krauser      |         | ESP Ret | GER Ret | NAT 16  | AUT Ret | YUG 12  | NED 21  |         | GBR -   |       | CZE Ret | RSM 24  | POR - |       | 0    | -    |
| 1988 | 80cc  | Ziegler      |         | ESP -   | ESP -   | NAT 18  | GER Ret |         | NED Ret |         | YUG 11  |       |         |         | CZE - |       | 0    | -    |
| 1989 | 125cc | Siku         |         | JAP -   | AUS -   | ESP -   | NAT -   | GER DNQ | AUT -   | YUG -   | NED -   | BEL - | FRA -   | GBR -   | SWE - | CZE - | 0    | -    |